# JOSM
JOSM（正式名称：Java OpenStreetMap Editor）はOpenStreetMapのデータ編集用エディタである。 

## 概要
JOSMの使用には、Java実行環境がインストールされている必要があるが、OSの環境を選ばないメリットがある。使用時は事前にキャッシュとしてOSMサーバからデータをダウンロード、事後に編集したデータをアップロードするため、オフライン環境での編集が可能。プラグインやタグのプリセットを拡張できるなど、多機能な反面、熟達した編集者向けである。
OpenStreetMapのデータベースへの編集の大半はJOSMを使って貢献している。2002後半にImmanuel Scholzにより開発され、 2012年の時点で、プロジェクトはDirk Stöckerにより維持されている。